# 인간 사표를 써라
"인간 사표를 써라"(Quit Your Life)는 한국에서 제작된 박노식 감독의 1971년 액션 영화이다.